# Colom bronzat
El colom bronzat (Phaps chalcoptera) és una espècie d'ocell de la família dels colúmbids (Columbidae) que habita boscos clars, matoll i estepes d'Austràlia i Tasmània.